# Pygeum topengii
Pygeum topengii är en rosväxtart som beskrevs av Elmer Drew Merrill. Pygeum topengii ingår i släktet Pygeum och familjen rosväxter. Inga underarter finns listade i Catalogue of Life.